# Sede de AT&T Míchigan
La Sede de AT&T Míchigan (anteriormente conocido como el SBC Building, el Ameritech Building y el Michigan Bell Building) es un complejo de rascacielos y edificios ubicados en 1st Street, Cass Avenue, State Street y la Avenida Míchigan Avenue en el Downtown de Detroit, Míchigan. Está compuesto por el AT&T Building (1912), la  AT&T Building Addition (1972) y el Maintenance Shop (1951). Es propiedad del gigante de comunicaciones AT&T.  Su esquina suroriental se encuentra adyacente a la estación Avenida Míchigan del Detroit People Mover.

## Arquitectura

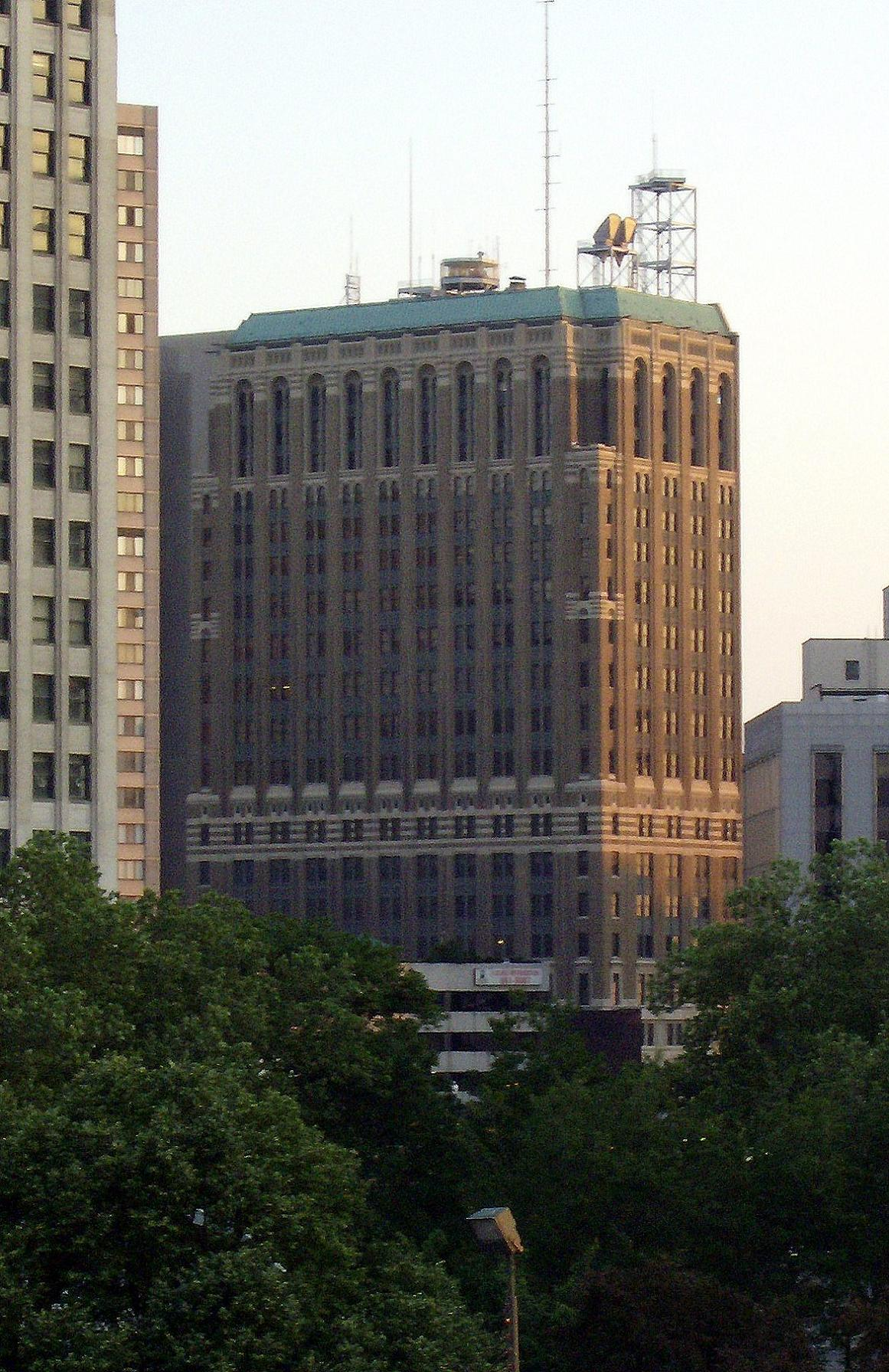
El AT&T Building, de 1912.

El AT&T Building  se completó para la Michigan Bell Telephone Company en 1919 y se expandió en 1928. Está ubicado en 1365 Cass Avenue, y ocupa el bloque limita con First Street, Cass Avenue, State Street y Michigan Avenue. El AT&T tiene 19 pisos de altura. La estructura original de 7 pisos terminada en 1919 fue diseñada para acomodar pisos adicionales según sea necesario. La construcción de la adición de 12 pisos comenzó en junio de 1927 y se completó en septiembre de 1928. Ambos proyectos fueron desarrollados por Smith, Hinchman & Grylls. Varias bandas horizontales de piedra caliza marcan la parte superior de la estructura original.
El edificio de gran altura se utiliza como sede de Míchigan para el gigante de comunicaciones AT&T. Está diseñado en los estilos arquitectónicos art déco y streamline moderne, utilizando ladrillo tostado y piedra caliza para la fachada. Las ventanas están agrupadas en dos, divididas por pilares de ladrillo y tienen paneles de bronce de tímpano debajo que representan rayos, campanas y otros símbolos relacionados con la comunicación. Las ventanas de los pisos 17 a 19 están empotradas y enmarcadas por grandes arcos. La fachada está terminada por una balaustrada de piedra caliza y un techo de mansarda de cobre. Con una altura de 144 metros, es el más alto de toda la sede.
El estudio de arquitectura de Smith Hinchman & Grylls diseñó tanto el edificio original de 7 pisos, con el trabajo realizado por Pontiac Construction, como la adición de 12 pisos, con la construcción de H. G. Christman-Burke Company, ahora The Christman Company de Lansing, Míchigan . El diseño del edificio de 1919 incluyó la futura incorporación de 12 pisos. Sin embargo, cuando Michigan Bell tomó la decisión de construir los pisos adicionales, el diseño se había quedado obsoleto. Wirt C. Rowland, diseñador jefe de Smith, Hinchman & Grylls, ideó un nuevo plan que resultó en una apariencia más moderna sin requerir alteraciones significativas del edificio original.
El Maintenance Shop es una estructura de nueve pisos que se agregó en 1951 al oeste del edificio original frente a las calles First Street y State. Está revestido de ladrillo tostado con granito rosa que cubre los dos pisos inferiores. Tiene una altura de 47 m.
El AT&T Building Addition se encuentra en el 444 Míchigan Avenue y ocupa el sitio al sur del edificio anterior. La construcción comenzó en 1969 y terminó en 1972. El edificio de oficinas del rascacielos tiene 21 pisos, aunque los pisos 18-20 solo son accesibles por el ascensor de servicio o las escaleras, y el piso 21 solo por las escaleras. También hay otros tres pisos ocultos, 7M, 13 y 15M, a los que solo se puede acceder en ascensor o escaleras. El edificio alberga espacio para oficinas y equipos de telecomunicaciones y fue diseñado en el estilo arquitectónico moderno. Estaba revestido con acero resistente a la intemperie, vidrio teñido de bronce y granito. Al igual que el edificio anterior, está diseñado para acomodar pisos adicionales cuando surja la necesidad. Tiene una altura de 97 m.
En modificaciones posteriores, se pintó el acero resistente a la intemperie y se agregó un pórtico en la entrada de la Avenida Míchigan. La adición también fue diseñada por el estudio de arquitectura de Smith Hinchman & Grylls.
Cuando se completó la adición, la obra Jeune fille et sa suite del escultor Alexander Calder se instaló en la esquina de las avenidas Míchigan y Cass. En 2006, la escultura fue retirada para su conservación y en octubre de 2007, la compañía de comunicaciones la donó al Instituto de Artes de Detroit. Se instaló en su nueva ubicación en mayo de 2008.